# Albert Gaudry
Pour les articles homonymes, voir Gaudry.
Jean Albert Gaudry, né à Saint-Germain-en-Laye le 16 septembre 1827 et mort à Paris le 27 novembre 1908, est un géologue et paléontologue français.
Il est le beau-frère d'Alcide Dessalines d'Orbigny et l'oncle de Henri d'Orbigny.

## Biographie

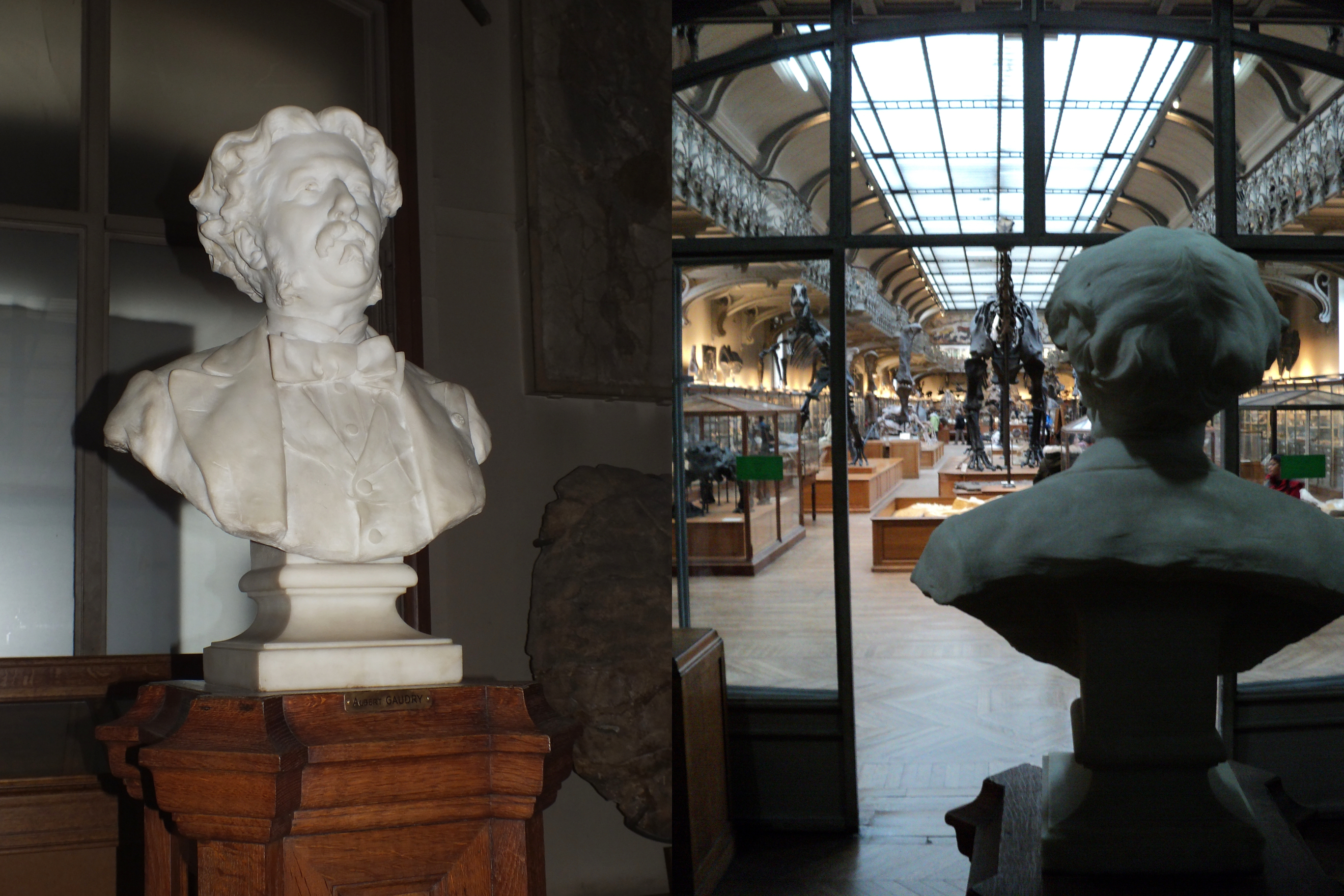
À gauche, le buste d'Albert Gaudry en regard du « troupeau de l'évolution » qu'il avait conçu pour la galerie de Paléontologie, à Paris. À droite, ce même buste photographié de dos, faisant face au « troupeau ».

### Formation
Il fait ses études au collège Stanislas de Paris. Son nom est mentionné parmi les personnes invitées par Augustin Cauchy à la 1re réunion qui a jeté les bases de la fondation de L'Œuvre des Écoles d'Orient, plus connue actuellement sous le nom de L’Œuvre d’Orient. Il fut même membre de son 1er Conseil général du 25 avril 1856. 

### Un paléontologue confirmé
À l'âge de 26 ans, il explore Chypre et la  Grèce, où il réside de 1855 à 1860. Il étudie les riches dépôts fossilifères de vertébrés de Pikermi où il découvre une faune remarquable, composée de mammifères datant du Miocène et intermédiaire entre les formes européennes, asiatiques et africaines. Il publie en 1862 un rapport sur la géologie de l'île de Chypre, Mémoires de la société géologique de France.
En 1853, toujours à Chypre, il devient l'assistant d'Alcide Dessalines d'Orbigny, le premier titulaire de la chaire de paléontologie au Muséum national d'histoire naturelle, et lui succède à ce poste en 1872. En 1882, il est élu membre de l'Académie des sciences et il préside en 1900 le 8e congrès international de géologie qui se tient à Paris. Il est également élu membre étranger de la Royal Society en 1895.
Il se distingue plus particulièrement par ses recherches sur les fossiles de mammifères et pour son soutien aux théories de l'évolution. Ses conceptions diffèrent sensiblement de celles de Charles Darwin. Pour Gaudry, Dieu ne détruit pas les espèces, mais les améliore. Il était fidèle au Transformisme publié au Muséum d'histoire naturelle dès 1802 par son illustre prédécesseur, Jean-Baptiste Lamarck,  les espèces ne disparaissent pas, elles se transforment sous l'effet des changements de l'environnement et conservent les modifications au fil des générations parce qu'elles leur sont utiles, c'est-à-dire favorables, devenant héréditaires. 
Il a cependant également étudié d'autres taxons que les mammifères. Ainsi, il décrivit en 1886 Haptodus baylei (Permien inférieur, France), dont il ne put, à l'époque déterminer les affinités. On sait maintenant qu'il s'agit d'un synapside assez proche des thérapsides.

### La légitimation des études préhistoriques
En 1859, il effectue les premières véritables fouilles dans la carrière de Saint-Acheul, à Amiens, site du Paléolithique inférieur qui donna son nom à une industrie de la préhistoire l'Acheuléen. Le compte rendu de ses recherches devant l’Académie des Sciences de Paris officialise la naissance d’une nouvelle discipline : la Préhistoire.

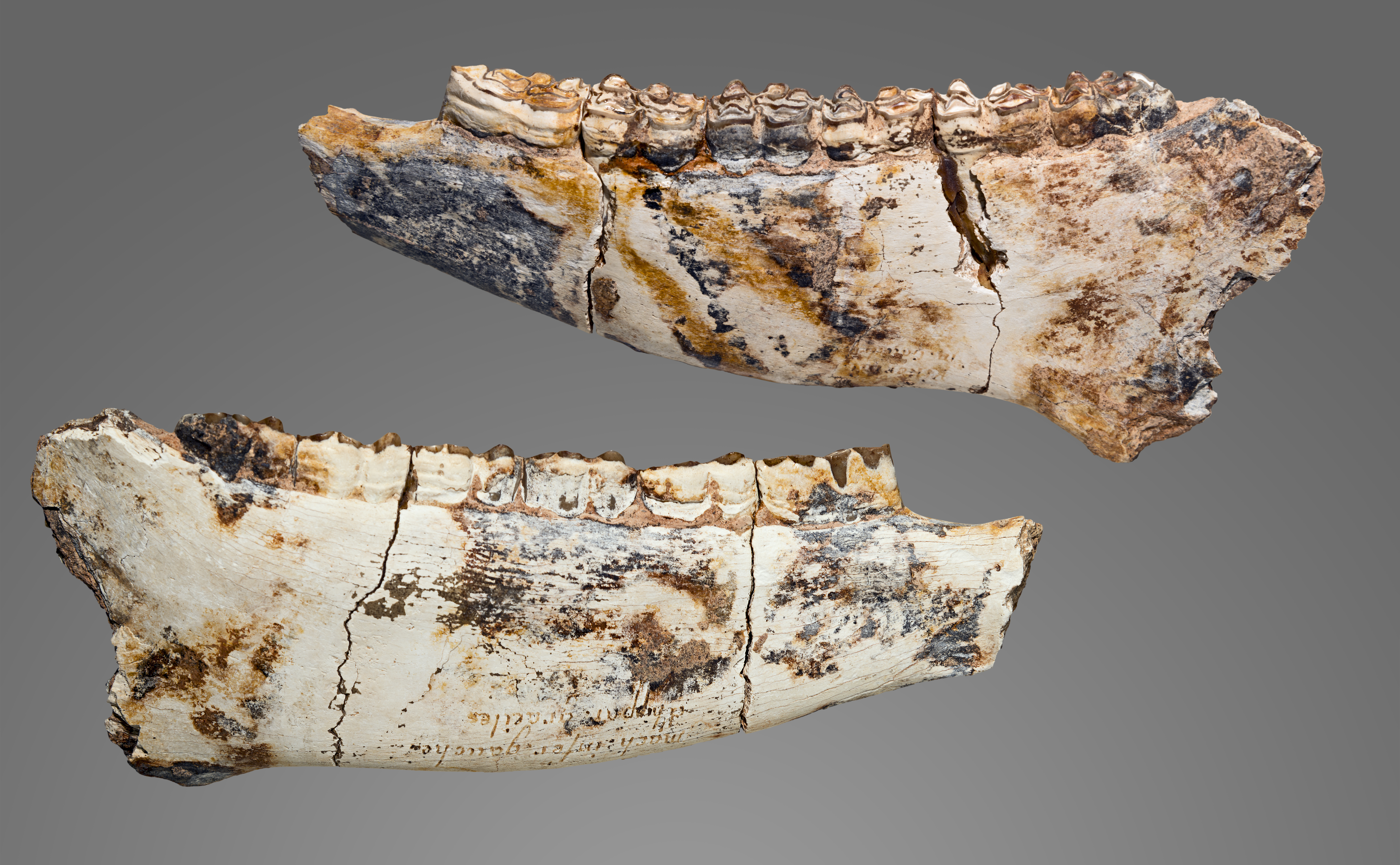
Hippotherium gracile Mandibule - Pikermi fouilles de 1854 MHNT.
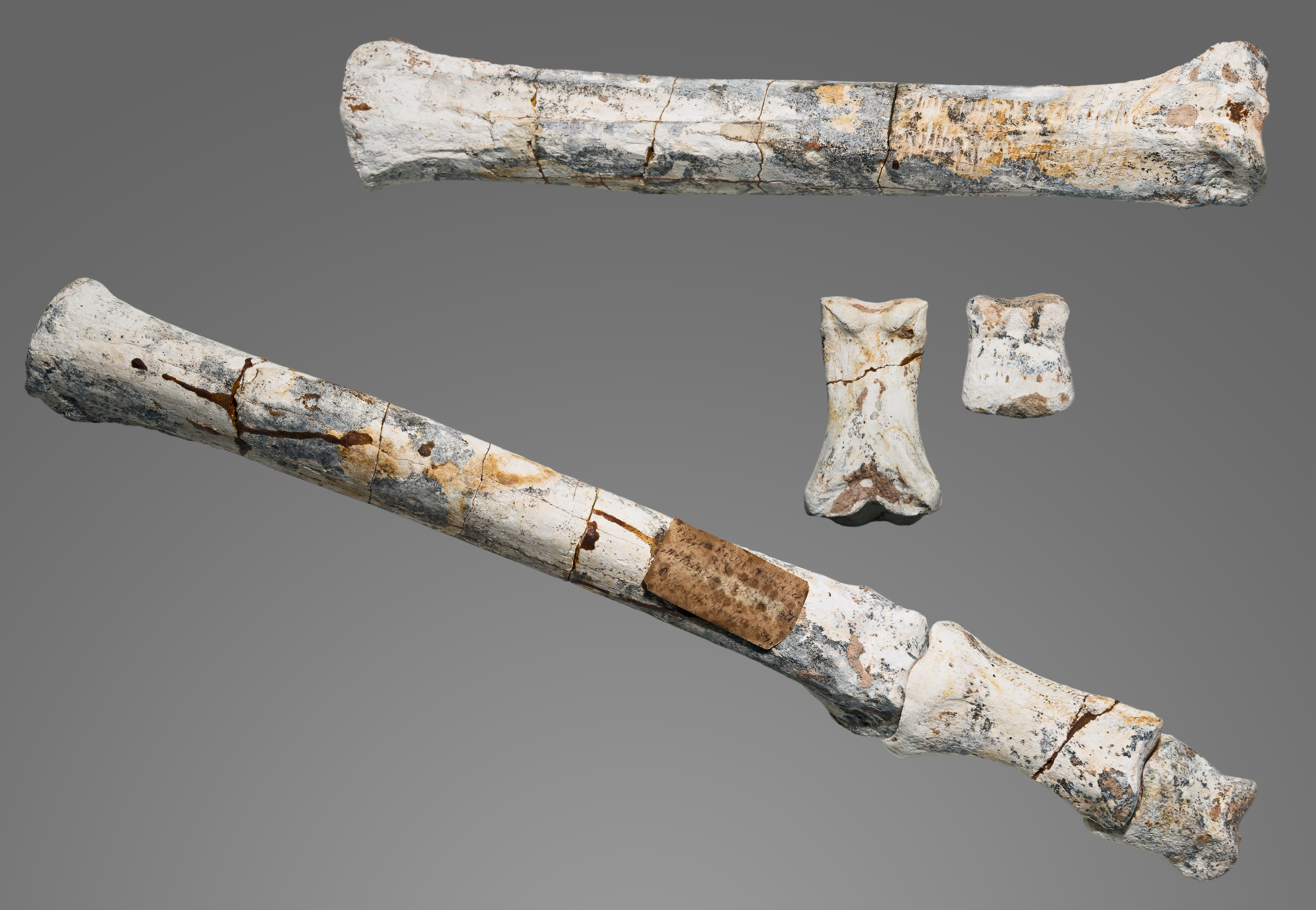
Hippotherium gracile Métapode - Pikermi fouilles de 1854 MHNT.
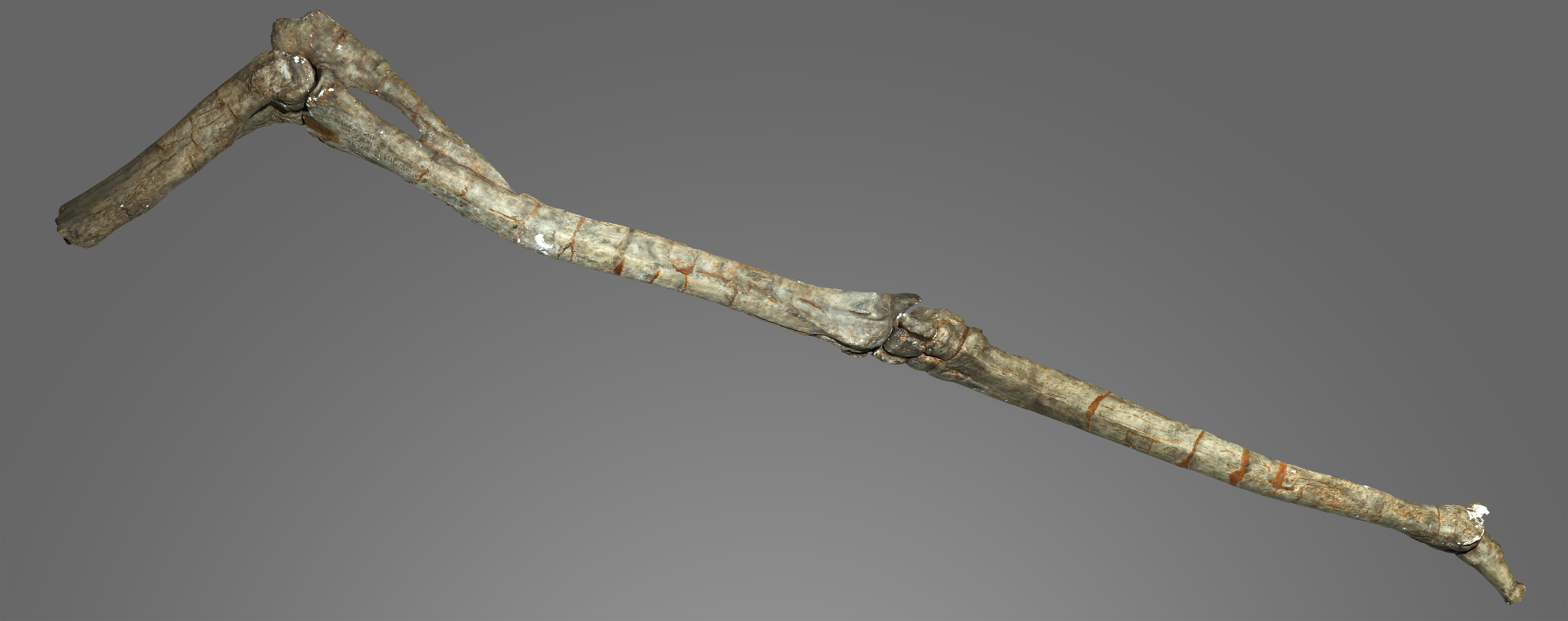
Helladotherium duvernoy - Pikermi fouilles de 1854 MHNT.

## Honneurs
34 taxons lui sont dédiés.
Prix Albert Gaudry : fondé en 1910 par un legs d'Albert Gaudry, c'est l'un des deux Grands Prix de la Société Géologique de France.

## Publications
- [1852] Mémoire sur les pièces solides des Stellérides : Zoologie (thèse de zoologie), Paris, Victor Masson, 1852 (lire en ligne).
- [1852] Sur l'origine et la formation des silex de la craie et des meulières des terrains tertiaires, Paris, S. Raçon, 1852 (lire en ligne).
- [1852] Géologie de l'île de Chypre, Paris, Gide, 1859 (lire en ligne).
- [1855] Recherches scientifiques en Orient, Paris, Victor Masson, 1855 (lire en ligne).
- [1862-1867] Animaux fossiles et géologie de l'Attique (2 vol.), 1862-1867 : vol. 1, Atlas.
- [1866] Considérations générales sur les animaux fossiles de Pikermi, Paris, F. Savy, 1866 (lire en ligne).
- [1873] Cours de paléontologie, 1873 (lire en ligne).
- [1873] Animaux fossiles du Mont Lebéron, 1873.
- [1876] Matériaux pour l'histoire des temps quaternaires, Paris, éd. F. Savy, 1876 (lire en ligne).
- Les Enchaînements du monde animal dans les temps géologiques, 3 vol., Paris, F. Savy
  - [1878] Mammifères tertiaires, coll. « Les Enchaînements du monde animal dans les temps géologiques », 1878 (lire en ligne).
  - [1883] Fossiles primaires, coll. « Les Enchaînements du monde animal dans les temps géologiques », 1883 (lire en ligne).
  - [1890] Fossiles secondaires, coll. « Les Enchaînements du monde animal dans les temps géologiques », 1890 (lire en ligne).
- [1881] Notice sur les travaux scientifiques de Albert Gaudry, Paris, E. Martinet, 1881 (lire en ligne).
- [1888] Les ancêtres de nos animaux dans les temps géologiques, Paris, J.-B. Baillère, 1888 (lire en ligne).
- [1896] Essai de paléontologie philosophique - ouvrage faisant suite aux enchaînements du monde animal dans les temps géologiques, 1896 (lire en ligne).